# Les Feux de la rampe (film, 1925)
Pour le film de Charlie Chaplin, voir Les Feux de la rampe.
Pour plus de détails, voir Fiche technique et Distribution.
Les Feux de la rampe (Pretty Ladies) est un film américain muet de Monta Bell sorti en 1925.

## Fiche technique
- Titre français : Les Feux de la rampe
- Titre original : Pretty Ladies
- Réalisation : Monta Bell, assisté de Harold S. Bucquet
- Scénario : Alice D.G. Miller d'après une histoire d'Adela Rogers St. Johns
- Titres : Joseph Farnham
- Société de production : MGM
- Image : Ira H. Morgan
- Direction artistique : James Basevi et Cedric Gibbons
- Costumes : Ethel P. Chaffin
- Pays de production : États-Unis
- Genre : Comédie dramatique
- Durée : 74 minutes
- Format : Noir et blanc / Couleur (2-strip Technicolor) - 35 mm - 1,33:1 - film muet
- Dates de sortie :
  - États-Unis : 15 juillet 1925 (première à New York)
  - États-Unis : 6 septembre 1925 (sortie nationale)

## Distribution
- Zasu Pitts : Maggie Keenan
- Tom Moore : Al Cassidy
- Ann Pennington : elle-même
- Lilyan Tashman : Selma Larson
- Bernard Randall : Aaron Savage
- Helena D'Algy : Adrienne
- Conrad Nagel : Dream Lover
- Norma Shearer : Frances White
- George K. Arthur : Roger Van Horn
- Joan Crawford : Bobby, une showgirl
- Myrna Loy : non créditée